# 강희제 (배우)
강희제(1990년 2월 5일 ~ )는 대한민국의 배우이다.

## 출연 작품

### 드라마
- (2023년) MBC 드라마넷 《로맨스 빌런》 ... 수동 역

### 영화
- (2015년) 《사류》
- (2018년) 《바보들의 배》
- (2022년) 《핀란드식 김장법》
- (2023년) 《범죄도시 3》 ... 사이버 클럽기도 야쿠자 역